# Pavle Radovanović
Pavle Radovanović (Servisch: Павле Радовановић) (Podgorica, 21 augustus 1975) is een Montenegrijns voormalig voetbalscheidsrechter. Hij was in dienst van FIFA en UEFA tussen 2008 en 2017. Ook leidde hij tot 2017 wedstrijden in de Prva Crnogorska Liga.
Op 28 juni 2008 debuteerde Radovanović in Europees verband tijdens een wedstrijd tussen Lokomotivi Tbilisi en Etzella Ettelbruck in de UEFA Intertoto Cup; het eindigde in 2–2 en de Montenegrijn deelde negenmaal een gele kaart uit. Zijn eerste interland floot hij op 27 mei 2008, toen Luxemburg met 2–2 gelijkspeelde tegen Kaapverdië. Radovanović deelde één gele kaart uit, aan Eric Hoffmann.

## Interlands
| Datum             | Plaats                        | Wedstrijd                            | Uitslag | Competitie           | Kreeg geel | Kreeg voor de tweede keer geel en dus rood | Weggestuurd |
| ----------------- | ----------------------------- | ------------------------------------ | ------- | -------------------- | ---------- | ------------------------------------------ | ----------- |
| 27 mei 2008       | Luxemburg, Luxemburg          | Luxemburg – Kaapverdië               | 1 – 1   | Vriendschappelijk    | 1          | 0                                          | 0           |
| 1 juni 2008       | Zenica, Bosnië en Herzegovina | Bosnië en Herzegovina – Azerbeidzjan | 1 – 0   | Vriendschappelijk    | 2          | 0                                          | 0           |
| 10 oktober 2009   | Vaduz, Liechtenstein          | Liechtenstein – Azerbeidzjan         | 0 – 2   | WK 2010 kwalificatie | 9          | 0                                          | 0           |
| 11 augustus 2010  | Durrës, Albanië               | Albanië – Oezbekistan                | 1 – 0   | Vriendschappelijk    | 0          | 0                                          | 0           |
| 7 juni 2011       | Serravalle, San Marino        | San Marino – Hongarije               | 0 – 3   | EK 2012 kwalificatie | 6          | 0                                          | 0           |
| 11 september 2012 | Boekarest, Roemenië           | Roemenië – Andorra                   | 4 – 0   | WK 2014 kwalificatie | 1          | 0                                          | 0           |
| 25 mei 2016       | Užice, Servië                 | Servië – Cyprus                      | 2 – 1   | Vriendschappelijk    | 3          | 0                                          | 0           |
| 28 maart 2017     | Skopje, Macedonië             | Macedonië – Wit-Rusland              | 3 – 0   | Vriendschappelijk    | 1          | 0                                          | 0           |